# 剃须膏

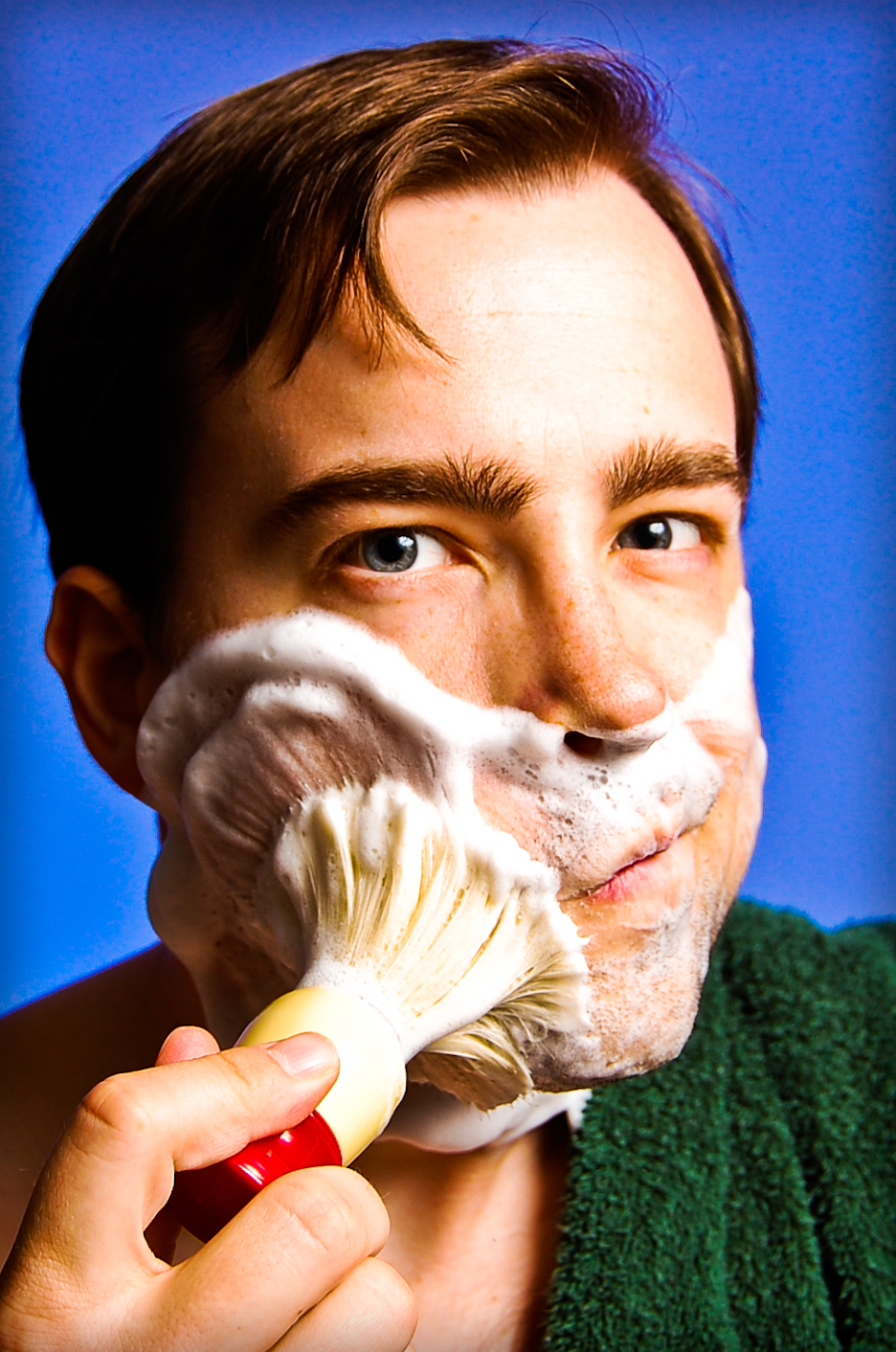
一个正在使用剃须膏的男子

剃须膏是男子在剃须前塗抹在長出鬍鬚部位的一種膏状產品。塗抹剃须膏的目的是通过剃须膏提供的润滑作用来软化鬍鬚，以便於更容易剃除鬍鬚。剃须膏通常由含有油、肥皂或表面活性剂和水的乳浊液组成。